# TSPAN6
TSPAN6 (англ. Tetraspanin 6) – білок, який кодується однойменним геном, розташованим у людей на X-хромосомі. Довжина поліпептидного ланцюга білка становить 245 амінокислот, а молекулярна маса — 27 563.
| 10         |  | 20         |  | 30         |  | 40         |  | 50         |
| ---------- |  | ---------- |  | ---------- |  | ---------- |  | ---------- |
| MASPSRRLQT |  | KPVITCFKSV |  | LLIYTFIFWI |  | TGVILLAVGI |  | WGKVSLENYF |
| SLLNEKATNV |  | PFVLIATGTV |  | IILLGTFGCF |  | ATCRASAWML |  | KLYAMFLTLV |
| FLVELVAAIV |  | GFVFRHEIKN |  | SFKNNYEKAL |  | KQYNSTGDYR |  | SHAVDKIQNT |
| LHCCGVTDYR |  | DWTDTNYYSE |  | KGFPKSCCKL |  | EDCTPQRDAD |  | KVNNEGCFIK |
| VMTIIESEMG |  | VVAGISFGVA |  | CFQLIGIFLA |  | YCLSRAITNN |  | QYEIV      |

A: Аланін

C: Цистеїн

D: Аспарагінова кислота

E: Глутамінова кислота

F: Фенілаланін

G: Гліцин

H: Гістидин

I: Ізолейцин

K: Лізин

L: Лейцин

M: Метіонін

N: Аспарагін

P: Пролін

Q: Глутамін

R: Аргінін

S: Серин

T: Треонін

V: Валін

W: Триптофан

Локалізований у мембрані.